# پیتر جی. برنان
پیتر جوزف برنان (Peter Joseph Brennan)‏ (۲۴ مه ۱۹۱۸–۲ اکتبر ۱۹۹۶)، فعال کارگری و سیاستمدار آمریکایی بود که از ۲ فوریه سال ۱۹۷۳ الی ۱۵ مارس سال ۱۹۷۵ در دولت‌های رئیس‌جمهور نیکسون و فورد، به عنوان وزیر کار ایالات متحده خدمت کرد. برنان قبلاً هم رئیس شورای مشاغل ساختمان و ساخت و ساز نیویورک بزرگ و هم رئیس شورای مشاغل ساختمان و ساخت و ساز نیویورک بود و پس از ترک وظیفه در دولت رئیس‌جمهور فورد، به وظیفهٔ پیشین خود برگشت. وی مخالف سرسخت اقدامات تبعیض مثبت برای افزایش تعداد کارگران اقلیت ساختمانی بود.
برنان پس از سازماندهی گردهمایی به حمایت از دولت نیکسون که به شورش سخت کلاه ۸ مه سال ۱۹۷۰ که در آن تظاهرات کارگران ساختمانی دانشجویان معترض ضد جنگ را مورد حمله قرار دادند، منجر شد، توسط دولت نیکسون به‌عنوان حامی بالقوه‌ای در انتخابات ریاست‌جمهوری سال ۱۹۷۲، جلب شد. فعالیت برنان برای نیکسون در آن انتخابات در قسمت افزایش رای برای نیکسون در ایالت نیویورک و در جنبش اتحادیه، حیاتی بود.

## اوایل زندگی
پیتر جی. برنان در سال ۱۹۱۸ در نیویورک سیتی متولد شد. پدرش آهنگر بود و در اثر آنفلوانزا فوت کرد. برنان از دبیرستان بازرگانی فارغ شد، سپس .B.S را در رشتهٔ ادارهٔ تجارت از کالج شهری نیویورک بدست آورد. همزمان با این‌ که در کالج بود در نقاشی شاگر شد و به لوکل ۱۴۵۶ اتحادیهٔ نقاشان پیوست.
برنان پس از ورود ایالات متحده به جنگ دوم جهانی در نیروهای دریایی نام‌نویسی کرد و به عنوان افسر خرده ارشد یا ناوبان دوم در یک خانهٔ زیر دریایی در گوآم خدمت کرد. حرفهٔ برنان به عنوان کارمند اتحادیه زمانی آغاز شد که در سال ۱۹۴۷ مدیر بازرگانی لوکل ۱۴۵۶ انتخاب شد. در سال ۱۹۵۱ مدیر بخش نگهداری شورای مشاغل ساختمان نیویورک شد.
برنان در سال ۱۹۴۰ با جوزفین بریکلی پیشین (که در سال ۱۹۸۷ در گذشت) ازدواج نمود. این زوج یک پسر بنام پیتر جوزف برنان جونیور و دو دختر بنام‌های جان برنان و پیگی برنان داشتند.
برنان در سال ۱۹۵۷ به عنوان رئیس شورای مشاغل ساختمان و ساخت و ساز نیویورک بزرگ و شورای مشاغل ساختمان و ساخت و ساز نیویورک انتخاب شد. همچنین به عنوان نائب رئیس شورای کارگری مرکزی نیویورک و فدراسیون کارگران آمریکا - کنگره سازمان‌های صنعتی ایالت نیویورک (AFL-CIO)، خدمت کرد. این سمت‌ها هم در جنبش کارگری و هم از لحاظ سیاسی برای برنان تأثیرگذار بود. مشاغل از ۲۵۰٬۰۰۰ عضو از ۱۸ محل نمایندگی می‌کرد و روابط نزدیک با نلسون راکفلر، فرماندار نیویورک و سیاست‌مداران برجسته‌ای در نیویورک داشت. در جریان دههٔ ۱۹۶۰ این اتحادیه‌های حامیان قوی دموکرات‌ها بودند و میزان مشارکت رای‌دهندگان را برای جان اف. کنیدی، لیندون بی. جانسون و هیوبرت هامفری، بالا بردند.

### تبعیض مثبت
لیندون بی. جانسون به‌عنوان یک لیبرال جمهوری‌خواه در سال ۱۹۶۵ شهردار نیویورک انتخاب شد و متعهد شد که منافع خاصی از جمله منافع اتحادیه‌های ساختمانی و ساختمان سازی را در نظر بگیرد. در اواخر دههٔ ۱۹۶۰، ائتلاف متفاوتی از رهبران بازرگانی، شرکت‌های ساختمانی، فعالین حقوق مدنی، اصلاح‌طلبان و رسانه‌ها می‌خواستند فرصت‌های را برای اقلیت‌ها فراهم نمایند. تحقیقی که توسط کمیسیون حقوق بشر نیویورک سیتی در سال ۱۹۶۷ انجام شد، نشان داد که عضویت اقلیت در شش اتحادیه صنفی ساختمانی با مهارت فوق‌العاده بالا، ۲ درصد بود که از سال ۱۹۶۰ بدون تغیر مانده بود. ائتلاف اصلاحات به این نظر بود که ورود کم به اتحادیه‌های ساختمانی، سبب افزایش هزینه ساخت بالاتر از نرخ بازار شده و میلیون‌ها دلار هزینه را در هزینه نیویورک سیتی افزایش داده‌است.
در سال ۱۹۶۸، دولت لیندزی فرمان اجرایی سال ۱۹۷۱ را صادر کرد که پیمان‌کاران شهر را به امضای برنامه عمل استخدامی غیر تبعیض‌آمیز و تدوین برنامه‌های تبعیض مثبت ملزم می‌ساخت. در صورت عدم رعایت فرمان اجرایی توسط پیمان‌کاران، آن‌ها برای کارهای شهری نمی توانستند داوطلب شوند.. برنان شدیداً مخالفت این فرمان بود و وعده داد که برای فسخ این فرمان وارد عمل می‌شود.
دولت نیکسون، تحت نظر جورج پی. شولتس وزیر کار، در تابستان سال ۱۹۶۹ برنامه فیلادلفیا را اعلام کرد تا بتواند عضویت اقلیت در مشاغل ماهر ساختمان را در ظرف پنج سال به بیست درصد افزایش دهد. برنان و اتحادیه‌های نیروی کار ماهر مصمم به جلوگیری از معرفی این سیستم بودند. آن‌ها، جورج مینی، رئیس فدراسیون کارگران آمریکا - کنگره سازمان‌های صنعتی ایالت نیویورک (AFL-CIO) و یک مقام سابق اتحادیه لوله‌کشی در نیویورک سیتی را متقاعد نمودند تا از چالش‌های موجود در کنگره و چالش‌های حقوقی در برابر این برنامه‌ها حمایت نماید، اما این تلاش‌ها به شکست انجامید.
در ماه فوریه سال ۱۹۷۰، وزارت کار اعلام کرد که این وزارت از برنامه‌های استخدامی تبعیض مثبت صنعت ساخت و ساز محلی حمایت خواهد کرد، به شرط این‌که با برنامه فیلادلفیا مطابقت داشته باشند. برنان برای متقاعد سازی وزارت کار یا دولت لیندزی به طرز تفکر خود، با مشکلات بی‌شماری مواجه بود. دولت لیندزی اعلام کرد که ۴٬۰۰۰ کارآموز اقلیت را به‌عنوان بخشی از این برنامه جذب می‌کند اما برنان اعتقاد داشت که حداکثر ۱٬۰۰۰ کارآموز کافی است. شولتس به رهبران کارگر هشدار داد که در صورتی‌ که برنامه‌های محلی مناسب به زودی اجرا نشود، دولت فدرال برنامه فیلادلفیا را در ۱۸ شهر اجرا خواهد کرد.

### شورش سخت کلاه
در ۴ مه سال ۱۹۷۰، چهار دانشجو در دانشگاه کینت در اوهایو در هنگام اعتراض به جنگ ویتنام و تهاجم به کامبوج، به ضرب گلوله کشته شدند. شهردار لیندزی جهت ابراز همدردی با دانشجویان کشته شده، دستور داد که تمامی پرچم‌های شهرداری در همان روز به حالت نیمه برافراشته درآورده شوند.
برنان گردهمایی کارگران ساختمانی را در حمایت از سیاست‌های نیکسون در ویتنام و سربازان آمریکایی که در ویتنام می‌جنگیدند، سازماندهی کرد. ساعت ۷:۳۰ صبح ۸ مه، چند صد معترض ضد جنگ (که بیشترین شان دانشجویان دبیرستان و کالج بودند)، در خیابان بورد و هال، مراسم یادبودی برای چهار دانشجوی کشته شده در ایالت کنت ترتیب دادند. نزدیک ظهر، معترضان – که اکنون تعداد شان به بیش از هزار نفر می‌رسید - خواستار پایان بخشیدن به جنگ در ویتنام و کامبوج، آزادی «زندانیان سیاسی» در ایالات متحده و پایان تحقیقات مربوط به ارتش در تمامی محوطه‌های دانشگاه شدند. پنج دقیقه قبل از ظهر، تقریباً ۲۰۰ کارگر ساختمانی از چهار سمت به گردهمایی دانشجویی در محل یادبود ملی فدرال هال ملحق شدند.
در ابتدا کارگران ساختمانی تنها به سمت جلو در حرکت بودند ولی خط باریک پلیس را نشکستند. اما پس از دو دقیقه، کارگران خط پلیس را شکسته و دانشجویان را در خیابان‌ دنبال کردند. کارگران کسانی را تعقیب کردند که موهای دراز داشتند و با کلاه‌های سخت خود آن‌ها را می‌زدند. وکلاء، بانک‌داران، و تحلیل‌گران سرمایه‌گذاری از شرکت‌های سرمایه‌گذاری وال استریت که در همان نزدیکی‌ها قرار داشتند، تلاش کردند از تعداد زیادی از دانشجویان محافظت نمایند، اما خودشان مورد حمله قرار گرفتند. نظاره کنندگان گزارش دادند که پلیس در همان‌جا ایستاده بود و کاری انجام نمی‌داد. یک کارمند پست‌خانه به عجله بر بالای بام شهرداری بالا رفت و پرچم آمریکا را برافراشته ساخت. زمانی‌که کارگران شهر پرچم را نیمه برافراشته ساختند، کارگران ساختمانی به شهرداری هجوم بردند و بر پلیس غلبه کردند.
ریچارد اورلیو، نائب شهرداری از ترس تاخت و تاز انبوه مردم بر ساختمان شهرداری، به کارگران شهرداری دستور داد که پرچم را به حالت افراشته درآورند. کارگران ساختمانی سپس پرچم‌های صلیب سرخ و کلیسای اسقفی را از میلهٔ پرچم کلیسای ترینیتی پاره کردند. بعداً به دو ساختمان در نزدیکی دانشگاه پیس هجوم بردند، پنجره‌ها را با چوب دستی و میخ‌کش شکستند و دانشجویان را کتک زدند. بیش از ۷۰ نفر شامل چهار پلیس، مجروح شدند. شش نفر بازداشت شد. رئیس‌جمهور نیکسون کنفرانس خبری فوری برگزار کرد تا قبل از ورود ده‌ها هزار دانشجو به واشینگتن دی. سی برای گردهمایی اعتراضی در ۹ می، وضعیت را کنترل نماید. تعداد زیادی از سازمان‌ها ادعا کردند که پیتر برنان کارگران ساختمانی را تحریک به این اقدام نموده است. حداقل یکی از شاهدان عینی دو مرد را با لباس خاکستری توصیف کرد که با استفاده از سیگنال‌های دستی کارگران ساختمانی را در طول شورش هدایت می‌کردند. اغتشاشات ۸ ماه مه به شورش کلاه سخت معروف شد.
برنان دومین گردهمایی را در ۲۰ ماه مه رهبری کرد که در آن بیش از ۲۰٬۰۰۰ کارگر ساختمانی، حمایت خود را از سیاست‌های نیکسون در آسیای شرقی اعلام نمودند.

### حمایت از نیکسون در سال ۱۹۷۲
برنان در ۲۶ ماه مه سال ۱۹۷۰ رهبری هیئتی متشکل از ۲۲ رهبر اتحادیه را بدوش داشت تا با نیکسون ملاقات نماید و کلاهی را به وی تقدیم نماید. چارلز کولسون مسئول تدوین راهبرد برای جلب حمایت اتحادیه از نیکسون در انتخابات ریاست‌جمهوری سال ۱۹۷۲ تعیین شد. برنان رهبر دوستانهٔ جنبش کارگری برای کشت و زرع معرفی شد.
کولسون می‌خواست یک کارمند ارشد اتحادیه کارگری برای خدمت در دولت استخدام نماید. کولسون در یک یادداشتی به هری رابینز هالدمن نوشت، «اگر ما بتوانیم به شروع خوبی که داریم ادامه دهیم، رای کارگر در سال ۱۹۷۲ از آن ما خواهد بود».